# Reimgeschlecht
Als Reimgeschlecht wird in der Verslehre die Unterscheidung nach ein- bzw. mehrsilbigem Reim bezeichnet. Dabei wird der einsilbige Reim als männlich und der zweisilbige Reim als weiblich bezeichnet.
In der akzentuierenden Metrik entspricht dem der männliche bzw. weibliche Versschluss, also der Abschluss des Verses mit einer betonten Silbe (Hebung, männliche Kadenz) bzw. einer unbetonten Silbe (Senkung, weibliche Kadenz).
Besondere Bedeutung hat das Reimgeschlecht in der Metrik der romanischen Sprachen, wo die Alternance des rimes (französisch „Reimwechsel“) den regelmäßigen Wechsel des Reimgeschlechts in der Strophe bezeichnet.
Schließlich sind zum Beispiel im Deutschen auch dreisilbige Reime möglich. Diese werden als gleitend oder reich bezeichnet. Darüber hinaus gehende Mehrsilbigkeit wird als erweiterte Reim oder auch Doppel-, Mehrfach- bzw. Combo-Reim bezeichnet.

## Begriffsgeschichte
Die Bezeichnung der Reime als „männlich“ bzw. „weiblich“ stammt aus der Terminologie der französischen Dichtung: weil bei der Entwicklung vom Vulgärlateinischen zum Altfranzösischen in den beiden wichtigsten Deklinationstypen, der männlichen o-Deklination  (Typ servus) und der (meist) weiblichen a-Deklination (Typ rosa), die Vokale der Endsilben der o-Deklination  früh verstummt sind, während die der a-Deklination als unbetontes, im Alt- und Mittelfranzösischen noch gesprochenes /e/ fortgesetzt wurden, besitzen grammatisch weibliche Formen im Französischen in der Regel (wenn auch nicht immer und nicht ausschließlich) eine unbetonte und erst im Neufranzösischen ebenfalls verstummte Endsilbe. Zwar lässt sich schon im Französischen nicht vom Reimgeschlecht auf das grammatische Genus schließen – bereits das Maskulinum homme („Mensch, Mann“) ist dem Reimgeschlecht nach weiblich, und auch Verbindungen ohne Genus wie parle, parlent reimen weiblich –, aber trotzdem hat es sich in Frankreich seit dem 16. Jahrhundert – dort gelegentlich mit der charmanten Begründung, dass das /e/ so schwach, so imbezil und doch für den Dichter so schwer zu beherrschen sei wie eine Frau (Thomas Sébillet, 1512–1589) – und in Deutschland seit Opitz weithin eingebürgert, endungsbetonte Reime und ebenso Halbverskadenzen vor der Zäsur als männlich und nicht endungsbetonte als weiblich zu bezeichnen, wobei im Deutschen wegen der gänzlich fehlenden Beziehung zwischen grammatischem Genus und Silbenbetonung seit dem 19. Jahrhundert auch die alternativen Bezeichnungen „stumpf“ (männlich) und „klingend“ (weiblich) eingeführt wurden.
Gemäß der allgemeinen Definition von (End- und Voll-) Reim als Gleichklang zweier Wörter ab dem letzten betonten Vokal bei Ungleichklang des vorhergehenden Silbenanlauts sind weibliche Reime mindestens zweisilbig, mit einer betonten und einer nachfolgenden unbetonten Silbe, die im modernen Französischen sprachlich verstummt ist, dort aber noch die Aussprache des nachfolgenden Versanlauts beeinflussen kann. Da im Deutschen die letzte betonte Silbe nicht notwendig haupttonig ist, kann der weibliche Reim hier auch proparoxytonal auf zwei unbetonte (bzw. eine unbetonte und eine nebentonige) Silben ausklingen, Beispiel: schüttelte / rüttelte, ebenso im Italienischen die rima sdrucciola und im Spanischen die rima esdrújula.
Die der Herkunft nach französische Unterscheidung von männlichen (stumpfen) und weiblichen (klingenden) Reimen oder Kadenzen ist nicht gleichzusetzen mit den komplizierteren, in der Altgermanistik entwickelten Klassifikationssystemen, wo in Anknüpfung an Andreas Heusler unter rhythmischen Gesichtspunkten und unter Einbeziehung der Silben- und Pausenlängen männliche Kadenzen als stumpf oder voll und dann jeweils einsilbig oder zweisilbig, weibliche Kadenzen wiederum als zweisilbig voll und zwei- oder dreisilbig klingend unterschieden werden.

## Beispiele
Männlich oder stumpf, einsilbig:
Es stand vor eines Hauses Tor

Ein Esel mit gespitztem Ohr.
Weiblich oder klingend, zweisilbig:
Womit man denn bezwecken wollte,

dass sich der Esel ärgern sollte.
Gleitend oder reich, dreisilbig:
Hinfort genuͤgt nicht mehr anmuthig Klingendes,

Nur Himmelringendes, Geschickbezwingendes.
Erweitert, vielsilbig:
Den Strassenfeger mit Geselle

Plagt die Szenerie –

Jedoch ein Neger mit Gazelle

Zagt im Regen nie!